# Маркизат Вере и Флиссинген
Маркизат Вере и Флиссинген (нидерл. Markizaat van Veere en Vlissingen) — феодальное владение, учреждённое 21 октября 1555 года  императором Карлом V Габсбургом в составе графства Зеландия на территориях с центрами в городах Вере и Флиссинген. Маркизат был пожалован кузену императора Максимилиану II Бургундскому за многолетнюю верную службу короне.
После смерти бездетного Максимиллиана Бургундского в 1558 году маркизат перешёл по наследству к Максимилиану де Энен-Льетарду, несовершеннолетнему сыну его сестры Анны Бургундской и Жана V де Энен, графа Буссю. Однако, поскольку маркизат Вере и Флиссинген оказался отягощён непомерными долгами, Жан де Энен незамедлительно продал его. После этого маркизат несколько раз перепродавался пока в 1581 году его ни купил на аукционе принц Виллем I Оранский за 24 500 каролусгульденов. Приобретая маркизат, Виллем Молчаливый преследовал исключительно политические цели: владение этой территорией дало ему два дополнительных голоса в Штатах Зеландии.
В 1732—1748 гг. маркизат был изъят у Оранского дома, однако ставший в 1747 году Генеральным стадхаудером Республики Соединённых провинций Виллем IV Оранский вернул маркизат Вере и Флиссинген в свою собственность. С тех пор титул маркиза Вере и Флиссинген принадлежит главе Оранского дома, а соответственно в настоящее время является составной частью полного титула короля Нидерландов.